# Melittophora salti
Melittophora salti är en tvåvingeart som beskrevs av Charles Thomas Brues 1928. Melittophora salti ingår i släktet Melittophora och familjen puckelflugor.
Artens utbredningsområde är Colombia. Inga underarter finns listade i Catalogue of Life.